# 무관용 원칙
무관용 원칙(無寬容 原則) 또는 제로 톨러런스 폴리시(영어: zero-tolerance policy)는 사소한 규칙 위반에도 관용을 베풀지 않는 원칙 혹은 정책을 말한다.

## 같이 보기
- 깨진 유리창 이론
- 나비 효과
- 사고 삼각형(하인리히 법칙)
  - 허버트 윌리엄 하인리히